# MI6

Escut del Secret Intelligence Service

El Secret Intelligence Service (SIS), també conegut sota la denominació de MI6 (originàriament Military Intelligence [secció] 6), és l'oficina d'informació exterior del Regne Unit.
Existeixen al Regne Unit dues oficines principals d'informació:
1. L'MI5 s'encarrega de la seguretat dins les fronteres del Regne Unit per protegir-lo de tot atac interior;
2. L'MI6 té per objectiu protegir el país de tot atac terrorista exterior i dur a terme activitats d'espionatge fora del Regne Unit.

L'MI6, com l'MI5, va ser creat l'octubre del 1909 en la fundació del Secret Service Bureau, del qual és un dels departaments. El seu primer director va ser Sir Mansfield Smith-Cumming (1859-1923, KCMG, CB ) que, abandonant freqüentment l'«Smith», utilitzava la seva inicial «C» com a criptònim. Aquest nom en codi s'ha perpetuat amb tots els directors del SIS que l'han succeït.

## Primera Guerra mundial
El primer test significatiu per a l'organització va tenir lloc amb la Primera Guerra mundial durant la que va tenir un èxit relatiu. El SIS va ser incapaç de penetrar a Alemanya, però va reeixir en alguns casos d'espionatge militar i comercial, sobretot gràcies a una xarxa d'agents als països neutrals, als territoris ocupats i a Rússia.

## El període d'entreguerres
Després de la guerra, els recursos del SIS es van reduir molt i l'organització va ser rebatejada com a MI6 a partir de 1921. Va començar a operar principalment a través d'un sistema de cooperació amb el servei diplomàtic, una col·laboració sovint incòmoda i forçada. La majoria de les ambaixades van ser dotades d'un Passport Control Officer, que era, sense ser revelat, el responsable del SIS per a aquell país. Això va permetre als agents del MI6 beneficiar-se d'una cobertura i d'una certa immunitat diplomàtica, però als anys 1930 ja era àmpliament sabut arreu i, per tant, ineficaç.
En la immediata postguerra i durant la major part dels anys 1920, el MI6 es preocupava sobretot del comunisme, i de la Rússia soviètica en particular. El SIS, a més a més d'operacions d'espionatge més tradicionals, va sostenir i va fomentar alhora les temptatives de Sidney Reilly (vagament associat al SIS fins a la seva captura) per fer caure el règim comunista, així com la de Borís Sàvinkov.
Cumming va morir el 1923 i va ser reemplaçat en tant que «C» per l'almirall Sir Hugh Sinclair (1873-1939), del qual els historiadors coincideixen a dir que va ser un director clarament menys eficaç. No era incompetent, però no tenia la força de caràcter de Cumming i es revelava incapaç d'imposar el respecte i l'obediència a les seves tropes com el seu predecessor.
Com la resta de la comunitat de l'espionatge i del govern, el MI6 va girar la seva atenció durant els anys 1930 cap a l'Alemanya nazi. El seu èxit va ser de nou relativament modest. Per bé que va aconseguir establir fonts relativament fiables al si del govern i de l'almirallat alemany, les seves informacions eren probablement menys completes que les proveïdes per la xarxa rival de Robert Vansittart, 1r baró Vansittart, el sotssecretari permanent del Foreign Office.
Hugh Sinclair va morir el 1939 i va ser reemplaçat pel tinent-coronel Sir Stewart Menzies (1890-1968, KCMG, CB, DSO, MC) que va ser un director sense gaire rellevància. El MI6 no va trobar un director amb la dimensió de Cumming fins després de la Segona Guerra Mundial, amb Sir Dick White (1906-1993, KCMG, KBE), .

## Segona Guerra mundial
Durant la Segona Guerra Mundial, el MI6 va ser superat per diverses altres iniciatives, entre les quals l'esforç de criptografia emprès pel GC&CS (l'oficina responsable de la intercepció i el desxiframent de les comunicacions estrangeres) a Bletchley Park, el sistema de «doble-joc» posat a punt per al MI5 per a proveir informacions errònies als alemanys, així com els treballs de la unitat de reconeixement fotogràfic. Va ser igualment afectat per les activitats del Special Operations Executive (SOE), que tendia a augmentar el perill per als seus propis agents.
L'operació més cèlebre durant la guerra va ser un fracàs espectacular conegut amb el nom d'incident de Venlo, durant el qual l'MI6 va ser completament enganyat per agents de l'Abwehr pretenent ser oficials d'alt nivell de l'exèrcit implicats en un complot contra Adolf Hitler. De resultes d'una sèrie de trobades entre els agents del SIS i els «conspiradors», durant els quals els plans dels SS de capturar els agents britànics es van espatllar per la presència de la policia holandesa, es va organitzar una cita sense policies i dos agents del MI6 van ser capturats pels SS. Aquest fracàs va entelar considerablement la reputació del servei.

## LaGuerra freda

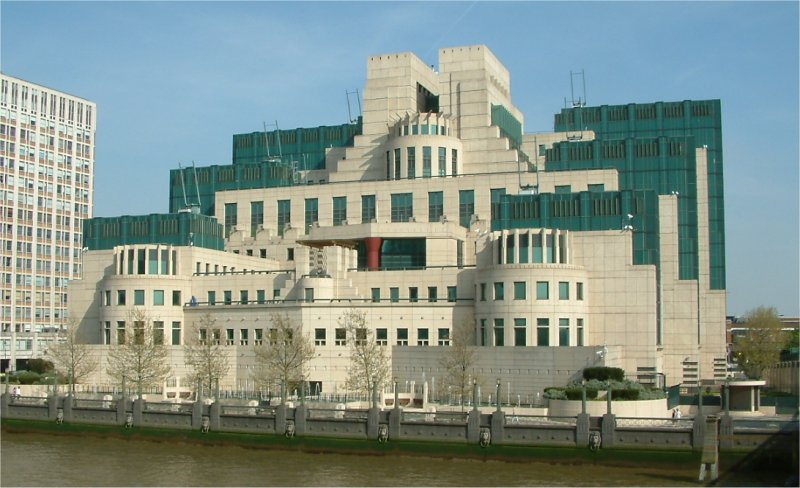
La seu de l'MI6 a Vauxhall Cross, Londres

El 1946, el MI6 va absorbir el que restava de la Special Operations Executive, repartint-se el personal i el material entre les diferents divisions operacional i el nou Directori d'Entrenament i de Desenvolupament per a la preparació a la guerra (DEWP). L'acord de 1921 es va adaptar a les unitats geogràfiques i operacionals sota el nom de «Seccions de producció», regulades per controladors, també sota el control d'un director de producció. Les seccions en moviment esdevingueren «Seccions logístiques» i van ser posades sota el comandament d'un Director logístic.
Les accions portades pel MI6 envers l'URSS van ser fortament compromeses per la Secció de contraespionatge R5 (Post-War Counter-Espionage Section) dirigida durant dos anys per Kim Philby. Encara que els danys ocasionats per Philby hagin estat atenuats per la seva transferència a la direcció d'una estació de Turquia, va tornar al Regne Unit i es va fer oficial la relació amb l'ambaixada estatunidenca. Va denunciar al règim de Enver Hoxha les operacions de desestabilització d'Albània (projecte Valuable) portades conjuntament pel Regne Unit i els Estats Units en forma de comandos (els Pixies ) infiltrats de 1949 a 1951. Philby va marxar i es va jubilar el 1953 després del fracàs dels seus amics i camarades dels Cinc de Cambridge.
El MI6 va cobrir igualment les despeses d'un oficial implicat en operacions a Viena i a Berlín, que va «tornar» i es va unir les forces soviètiques, després d'haver estat detingut per la Xina durant la Guerra de Corea. George Blake va simular una evasió des de la presó xinesa i va tornar al país, on esdevingué una mica com un heroi al si de l'oficina. Les seves autoritzacions de seguretat van ser reactivades, després va reprendre el seu lloc el 1953 a Viena. Va participar en l'Operation Gold  dels britànics (construcció d'un túnel a Berlín). Va ser finalment identificat després d'haver fet fracassar la construcció del túnel, condemnat per espionatge i després enviat a la presó. Se'n va escapar el 1964 i va fugir a l'URSS.
A part d'aquests cops baixos, el MI6 va tornar a ser eficaç en el curs dels anys 1960, gràcies a una seguretat millor i de les infiltracions encertades. Oleg Penkovsky va fotografiar durant dos anys diversos milers de documents soviètics, entre els quals els manuals dels míssils de l'Armada Roja que van permetre als analistes del NPIC conèixer el desplegament dels SS4 MRBM i dels SS5 IRBM a Cuba l'octubre del 1962. Altres operacions van seguir.
En els anys 1970, el MI6 recluta Oleg Sergeivich Gordievsky, exfiltrat de Moscou el 1984. L'impacte real de les operacions del MI6 durant la segona part de la Guerra freda resta desconeguda. No es pot tanmateix ignorar l'eficàcia de les seves infiltracions, sobretot al Politburó, i dels seus informadors, entre els quals un membre del Segon Directori en cap del KGB que els va enviar informacions sobre la mobilització de les Forces alfa de 1991, que els va assegurar una victòria.
Al mateix temps, el MI6 participa en l'estructura ad hoc  de la cooperació policíaca europea TREVI, fundada el 1976 a iniciativa del ministre d'afers exteriors britànic James Callaghan.
El MI6 va participar en operacions polítiques, derrocant el govern de Mohammad Mossadegh (que volia nacionalitzar el petroli) a l'Iran en 1953 (amb la col·laboració de la CIA, Operació Ajax), va deposar Patrice Lumumba al Congo el 1961, i va desencadenar un conflicte intern entre els grups paramilitars Líbanesos cap al final dels anys 1980, i va costar bastant perquè els ostatges fossin alliberats.
Molts espies han deixat l'MI6. La majoria han trobat un treball en el món civil, o han marxat a l'estranger. Cap a final dels anys 1990, un antic espia anomenat Richard Tomlinson va escriure la història de la seva vida. El MI6 va intentar impedir la publicació, però el llibre està sempre disponible en línia, gratuïtament.

## Des del final de la Guerra Freda fins avui
Des de 1994, les activitats de l'MI6 són objecte d'atenció per part del Comitè parlamentari d'informació i de seguretat ( Parliament's Intelligence and Security Committee ).
El 6 de maig de 2004 John Scarlett (KCMG-2007, OBE-1987), anteriorment director de la Joint Intelligence Committee, va reemplaçar Sir Richard Dearlove KCMG , OBE  al capdavant de l'MI6. Scarlett és una persona acostumada a les pantalles de televisió al Regne Unit conseqüència del seu testimoniatge a la investigació Hutton (relativa a la defunció de l'expert en armament que acusava el govern britànic d'haver falsificat l'informe sobre les armes de destrucció massiva a l'Iraq). El seu nomenament és inhabitual, ja que aquest paper demana una exposició maniàtica feble per raons de seguretat. Per exemple, no és coneguda cap fotografia del seu predecessor fora de la fotografia del seu diploma universitari.
Des del 12 d'octubre de 2005, l'MI6 té un lloc web oficial, que explica la història del servei, i ofertes de feina. Els futurs oficials són entrenats a Fort Monkton prop de Porton Down.

## Directors
- 1909 – 1923: Sir Mansfield Smith-Cumming (conegut com a C)
- 1923 – 1939: Almirall Hugh Sinclair
- 1939 – 1952: Tinent-coronel Stewart Menzies
- 1953 – 1956: Sir John Sinclair
- 1956 – 1968: Sir Richard White
- 1968 – 1973: Sir John Rennie
- 1973 – 1978: Sir Maurice Oldfield
- 1979 – 1982: Sir Dick Franks
- 1982 – 1985: Sir Colin Figures
- 1985 – 1989: Sir Christopher Curwen
- 1989 – 1994: Sir Colin McColl
- 1994 – 1999: Sir David Spedding
- 1999 – 2004: Sir Richard Dearlove
- 2004 – 2009: Sir John Scarlett
- 2009 – 2014: Sir John Sawers[2][3]
- 2014 – present: Alex Younger

## En la ficció
James Bond
L'espia imaginari James Bond se suposa que treballa pel MI6: l'edifici del MI6 de fet figura en algunes de les pel·lícules amb Pierce Brosnan.
La seu del MI6 en les pel·lícules de la sèrie ha canviat moltes vegades: 
- Amb Sean Connery i George Lazenby,el MI6 estava a Westminster;
- Amb Roger Moore i Timothy Dalton,el MI6 està situat al cor de Londres;
- Amb Pierce Brosnan, el MI6 se situa a la real seu social a les ribes del Tàmesi.

Blake i Mortimer
Al dibuixos animats Blake i Mortimer , el capità Francis Blake és el cap del MI5.
Alex Rider
Alex Rider imaginat per l'escriptor estatunidenc Anthony Horowitz és un jove de 14 anys que treballa a sou del MI6.
A la mort dels seus pares, va ser adoptat pel seu oncle, Ian rider, un agent del MI6. El forma per convertir-se en un espia a través de jocs fins que Ian va ser assassinat en l'exercici de les seves funcions (cosa que se li amaga a Alex). Posteriorment, Alex és fitxat pel MI6.
Eliminar part corresponent a MI5.